# Interdykt pretorski
Interdykt (Interdictum) – środek ochrony pozaprocesowej przewidziany w prawie rzymskim wydawany przez pretora lub namiestnika prowincji na mocy przysługujących im imperium, na żądanie jednej strony, zawierający nakaz pod adresem drugiej strony, aby coś uczyniła lub czegoś zaniechała.

## Rodzaje
- interdykty restytutoryjne – nakaz zwrotu rzeczy lub przywrócenia ich stanu pierwotnego, zaliczano tu interdykty posesoryjne unde vi oraz de precario;
- interdykty ekshibitoryjne – nakaz okazania rzeczy lub osoby przed sądem do wglądu, np. interdictum de liberis exhibendis – interdykt nakazujący okazanie dziecka podlegającego władzy ojcowskiej, a przetrzymywanego przez nieuprawnioną osobę;
- interdykty prohibitoryjne – zakaz pewnego postępowania, w szczególności stosowania przemocy; zawierały sformułowanie vim fieri veto (zakazuję stoosowanie siły);
- interdictia simplicia – dotyczyły jednej ze stron;
- interdictia duplicia – dotyczyły obydwu stron.